# Ismene (planta)
Ismene es un género con 22 especies de plantas de flores bulbosas perteneciente a la familia Amaryllidaceae.
En la clasificación tradicional de las amarilidáceas el género Hymenocallis se incluía dentro de la tribu Eucharidae, conjuntamente con otros géneros americanos que exhiben una corona estaminal, como el caso de Eucharis. 
Los análisis filogenéticos basados en secuencias del ADN de estas especies permitieron concluir que la tribu Eucharidae, según la circunscripción tradicional, era polifilética, por lo que se la segregó en las siguientes tribus: Eucharidae (en sentido estricto), Calostemmateae (Müller-Doblies D. & U. 1996) e Hymenocallideae (Meerow & Snijman 1998). Esta última tribu incluye a los géneros Ismene Salisb. ex Herb. (1821), Leptochiton Sealy (1937) y, por supuesto, Hymenocallis Salisbury (1812). Choretis Herb. (1837) se considera un sinónimo de Hymenocallis.
Dentro de Hymenocallideae los límites genéricos han sido tratados de diferente modo según varios taxónomos. Los géneros Leptochiton, Ismene, Elisena, y Pseudostenomesson han sido incluidos conjuntamente con Hymenocallis dentro del género Ismene, o bien, mantenidos como géneros separados. Las últimas investigaciones sobre estos géneros, utilizando tanto datos morfológicos como datos moleculares del ADN nuclear y del cloroplasto, permitieron concluir que Ismene, Hymenocallis y Leptochiton deben tratarse como géneros separados. Elisena y Pseudostenomesson, por otro lado, han sido incluidos como subgéneros de Ismene.

## Especies seleccionadas
Las especies del género, conjuntamente con la cita válida y su distribución geográfica, se listan a continuación:
- Ismene amancaes (Ruiz & Pav.) Herb., Appendix: 46 (1821). Peru. 83 PER. Bulb geophyte.

- Ismene × deflexa Herb., Edwards's Bot. Reg. 25(Misc.): 88 (1839). I. longipetala × I. narcissiflora. Peru.

- Ismene hawkesii (Vargas) Gereau & Meerow, Novon 3: 29 (1993). Peru (Cusco). 83 PER. Bulb geophyte.

- Ismene longipetala (Lindl.) Meerow, in Fl. Ecuador 41(202): 26 (1990). (Elisena longipetala Lindl.) SW. Ecuador to NW. Peru.

- Ismene morrisonii (Vargas) Gereau & Meerow, Novon 3: 29 (1993). Peru (Apurímac). 83 PER. Bulb geophyte.

- Ismene narcissiflora (Jacq.) M.Roem., Fam. Nat. Syn. Monogr. 4: 186 (1847). SC. Peru. 83 PER. Bulb geophyte.

- Ismene nutans (Ker Gawl.) Herb., Appendix: 46 (1821). Peru (Cusco).

- Ismene pedunculata Herb., Amaryllidaceae: 222 (1837). Peru.

- Ismene ringens (Ruiz & Pav.) Gereau & Meerow, Novon 3: 29 (1993). Peru.

- Ismene sublimis (Herb.) Gereau & Meerow, Novon 3: 29 (1993). (Elisena sublimis Herb.) Peru (La Libertad).

- Ismene vargasii (Velarde) Gereau & Meerow, Syst. Bot. Monogr. 45: 1253 (1993). (Pseudostenomesson vargasii Velarde) Peru.